# Colômbia nos Jogos Paralímpicos de Verão de 2012
A Colômbia irá participar dos Jogos Paralímpicos de Verão de 2012, que irão acontecer na cidade de Londres, na Grã-Bretanha.

## Desempenho

### Levantamento de peso
Masculino
| Atletas                       | Evento   | Resultado | Posição |
| ----------------------------- | -------- | --------- | ------- |
| Jainer Rafael Cantillo Guette | -67,5 kg | 193,0     | 4º      |

### Natação
Masculino
| Atletas                        | Evento                 | Preliminares | Preliminares | Final       | Final       |
| Atletas                        | Evento                 | Marca        | Posição      | Marca       | Posição     |
| ------------------------------ | ---------------------- | ------------ | ------------ | ----------- | ----------- |
| Daniel Londono                 | 50 metros livre - S6   | 34s98        | 15º          | Não avançou | Não avançou |
| Daniel Giraldo Correa          | 50 metros livre - S12  | 25s80        | 10º          | Não avançou | Não avançou |
| Nelson Crispin                 | 100 metros livre - S6  | 1min13s68    | 10º          | Não avançou | Não avançou |
| Daniel Londono                 | 100 metros livre - S6  | 1min14s55    | 13º          | Não avançou | Não avançou |
| Daniel Giraldo Correa          | 100 metros livre - S12 | 56s78        | 11º          | Não avançou | Não avançou |
| Daniel Londono                 | 400 metros livre - S6  | 5min34s10 Q  | 8º           | 5min29s13   | 5º          |
| Brayan Mauricio Urbano Herrera | 400 metros livre - S11 | 5min35s03    | 11º          | Não avançou | Não avançou |